# 楢崎克之
楢崎 克之（ならさき かつゆき、1986年5月19日 - ）は、大阪府大阪市出身の元フットサル選手、経営者。フエルテ大阪を設立し、クラブ代表、選手を兼務していた。

## 経歴
中学年代ではガンバ大阪下部組織に所属した。14歳だった2001年には自らフットサルクラブフエルテ大阪を設立。
2005年にはキンテツフットサルクラブに加入。
2007年にはブラジル・サンパウロ州1部のプロフットサルクラブであるADウィンプロ・グアルーリョスへ渡伯。同年、膝を損傷して帰国、2008年には手術をしている。同2008年には大阪府選抜のキャプテンとして全国選抜大会に出場。また、同2008年にスポーツマネジメント会社を設立。
2009年シーズンは自ら代表を務め、当時大阪府1部リーグに所属していたフエルテ大阪でプレーし、チームはリーグ戦18試合を全勝し、シーズン終了後に関西リーグ1部に昇格した。2010年シーズンは監督兼任選手（主将）を務め、チームは関西リーグ1部準優勝、地域チャンピオンズリーグ3位の結果を果たした。同2010年にはU-23大阪府選抜に選出、キャプテンを務め、U-23全国選抜大会にて準優勝を果たした。。2011年、2012年にも大阪府選抜に選出され、2012年に北海道で行われた全国選抜フットサル大会で優勝を果たした。
2017年にフットサルから離れ、勤務していた富士通株式会社を退職。同2017年から日本サッカー協会に所属している。

## 所属クラブ
- 1996年7月-1999年2月　阿部野JFC
- 1999年4月-2001年10月　ガンバ大阪堺ジュニアユース
- 2002年4月-2002年5月　大阪学院大学高等学校
- 2002年5月-2003年1月　フエルテ大阪
- 2003年2月-2004年9月　大阪学院大学高等学校
- 2005年-2009年2月　キンテツフットサルクラブ
- 2009年3月-2017年12月　フエルテ大阪

出典 : 公式ブログ

## 選抜歴

### サッカー
- 大阪府トレセン : 1998

### フットサル
- 大阪府U-23選抜 : 2006・2009・2010
- 大阪府選抜 : 2006・2007・2009・2011・2012

## タイトル
- 日本クラブユースサッカー選手権U-15大会関西大会 : 2000
- 全国選抜フットサル大会（2012）：優勝

## CM出演・広告など
- 明治東洋医学院専門学校（CM）[要出典]
- ロンヨンジャパン（カタログ掲載・プレゼント企画など）[要出典]

## テレビ出演・雑誌掲載など
- フットサルマガジンピヴォ!（雑誌掲載）（ムース出版発行）[要出典]
- ピンどん　（テレビ出演）（関西テレビ放送放送終了）[要出典]

## 学歴
- 1992年4月−1999年3月 大阪市立常盤小学校
- 1999年4月−2002年3月 大阪市立文の里中学校
- 2002年4月−2005年1月 大阪学院大学高等学校
- 2006年4月−2010年3月 同志社大学商学部

## 指導者歴
- 2005年−2007年　セレッソ大阪サッカースクールコーチ
- 2008年−2012年　フエルテ大阪フットサルスクール代表
- 2011年　　　　　 関西フットサル選抜コーチ

## 文献情報
- 北健一郎「FUTSAL People navi 楢崎克之 : 僕たちが関西リーグを変えたい」フットサルナビ 2012年9月号
- 「関西リーグからの来訪者『フエルテ大阪・楢崎さん』」Futsal Pix 2012年7月21日
- 「25億人の生活を向上させる」 JFAとPHILIPS、合致した目的地。